# Centrale nucleare di Lufeng
La centrale nucleare di Lufeng è una futura centrale nucleare cinese situata presso la città di Lufeng, nella provincia di Guangdong. La centrale sarà equipaggiata con 6 reattori CPR1000. I lavori per il primo reattore dovrebbero iniziare nel 2011.